# Adalberto Perroud
Adalberto Oscar Perroud (nacido en Rosario el 1 de febrero de 1959) es un exfutbolista argentino. Jugaba como delantero y debutó profesionalmente en Rosario Central.

## Carrera
Tuvo su primera participación en el equipo mayor del canalla durante el Campeonato Metropolitano 1980, cuando el equipo rosarino era entrenado por Roberto Marcos Saporiti; en dicho torneo tuvo dos presencias. Con el retorno de Ángel Tulio Zof al banco centralista, llegó la consagración en el Nacional 1980, certamen en el que Perroud no sumó minutos pero integró el plantel campeón. El siguiente torneo, el Metropolitano 1981, fue su último en el elenco auriazul; disputó en él 18 partidos y marcó 2 goles (uno a Unión de Santa Fe en la victoria 2-0 de la fecha 20, el restante a Talleres de Córdoba en el empate en dos de la jornada 32).
Pasó entonces a Junior de Barranquilla junto a Daniel Teglia. Se destacó al convertir 15 tantos en el Torneo Finalización 1981. Su carrera se desarrolló luego principalmente en el fútbol de ascenso de Argentina, destacándose su paso por Talleres de Remedios de Escalada, club que dirigido por Miguel Ignomiriello logró el título del Campeonato de Primera B 1987-88, consiguiendo también el ascenso a la Primera B Nacional.

## Clubes
| Club                     | País      | Año       |
| ------------------------ | --------- | --------- |
| Rosario Central          | Argentina | 1980-1981 |
| Junior de Barranquilla   | Colombia  | 1981-1982 |
| Cúcuta Deportivo         | Colombia  | 1982      |
| Junior de Barranquilla   | Colombia  | 1983      |
| Atlético Ledesma         | Argentina | 1984      |
| Atlanta                  | Argentina | 1985      |
| Almagro                  | Argentina | 1985      |
| Douglas Haig             | Argentina | 1986-1987 |
| Talleres (RdE)           | Argentina | 1987-1988 |
| Junior de Barranquilla   | Colombia  | 1989      |
| Douglas Haig             | Argentina | 1989-1990 |
| Defensores de Cambaceres | Argentina | 1991-1993 |

## Palmarés
| Título           | Equipo                | País      | Año     |
| ---------------- | --------------------- | --------- | ------- |
| Primera División | C. A. Rosario Central | Argentina | N-1980  |
| Primera B        | Talleres (RdE)        | Argentina | 1987-88 |